# AC Ten
A. C. Ten, är en bil som sedan 1913 tillverkades av AC Cars och var den första 4-hjuliga bilen från denna.
A.C. Ten var en liten bil av hög kvalitet och gick inte att på något sätt jämföra med de tidigare enklare motorcykelbilarna. Man använde sig nu av en fransktillverkad 4-cylindrig Fivet-motor på 1096 cc och 10 HP. Det fanns även variant på 1327 cc. Kraftöverföringen bestod av transaxel, dvs. en kombinerad växellåda och bakaxel, och detta var något som kom att karakterisera alla A.C.-bilar fram till 1930. Som standard hade bilarna en 2-sitsig kaross med ett litet extrasäte. Man saluförde även en sportmodell med kaross med spetsigt bakparti. Den modellen saknade helt skydd mot väder och vind. Ett lag med dessa sportvagnar deltog i trial- och backtävlingar, men få tros ha sålts till allmänheten. Troligtvis uppgick det totala antalet tillverkade 4-hjuliga A.C.-bilar innan det första världskriget inte ens till 100 bilar.